# Erik Andrén (författare)
Mats Erik Andrén (före 1966 Storskrubb), född 21 september 1920 i Kronoby, död 12 november 1989 i Korsholm, var en finlandssvensk författare och timmerman.
Andrén ägnade sig åt författarverksamhet efter att ha blivit sjukpensionerad från sitt yrke som timmerman. Han debuterade 1975 med romanen Jag såg all möda som skildrar livet i ett mindre samhälle i Österbotten där tillvaron begränsas av frikyrklig trångsynthet och intolerans. Andrén visade där skarp blick för mänskliga svagheter. Utifrån en pacifistisk grundsyn skildrade han tiden under andra världskriget i romanerna En bland dessa (1976) och Var är din broder? (1983).
Hans roman Byn låg till grund för TV-serien Landet vi ärvde (1980)
Han debatterade och skrev artiklar i Vasabladet. Länk till VBL Vasabladets webbplats